# Mars Red
Mars Red (マーズレッド, Māzureddo) (stylisé en MARS RED ) est une série d'animation japonaise produite par le studio Signal.MD. La série est basée sur une pièce de théâtre écrite par Bun-O Fujisawa.
La série est diffusée du 6 avril 2021 au 29 juin 2021.

## Synopsis
L'histoire se déroule en 1923 au Japon. Les vampires sont chassés par le gouvernement pour protéger les citoyens. Mais une mystérieuse source de sang artificielle appelée "Ascra", fait croître le nombre de vampire. Pour les contrer, le gouvernement a créé l'unité "Code Zero" utilisant des vampires pour pouvoir enquêter sur l'Ascra et tuer les vampires nuisant à la société.

## Personnages
Yoshinobu Maeda (前田義信, Maeda Yoshinobu)
Voix japonaise : Junichi Suwabe
Shutaro Kurusu (栗栖秀太郎, Kurusu Shutaro)
Voix japonaise : Tasuku Hatanaka (en)
Tokuichi Yamagami (山上徳一, Yamagami Tokuichi)
Voix japonaise : Kōichi Yamadera
Suwa (スワ, Suwa)
Voix japonaise : Kenichi Suzumura
Takeuchi (タケウチ, Takeuchi)
Voix japonaise : Akira Ishida
Sonosuke Nakajima (中島宗之助, Nakajima Sōnosuke)
Voix japonaise : Hiroshi Yanaka
Defrott (デフロット, Defurotto)
Voix japonaise : Miyuki Sawashiro
Aoi Shirase (白瀬葵, Shirase Aoi)
Voix japonaise : Fumiko Orikasa
Misaki (岬, Misaki)
Voix japonaise : Ayahi Takagaki
Shinnosuke Tenmaya (天満屋慎之助, Tenmaya Shin'nosukei)
Voix japonaise : Sachi Kokuryu (en)
Rufus Glenn (ルーファス・グレン, Rūfasu Guren)
Voix japonaise : Makoto Furukawa (en)

## Manga
Une adaptation en manga de la pièce de théâtre par Kemuri Karakara a été diffusée dans le Monthly Comic Garden du 5 novembre 2019 au 5 juillet 2021,. La série contient au total trois volumes,.
La version française est publiée par Panini Manga depuis le 13 octobre 2021.

### Liste des volumes
| no | Japonais     | Japonais        | Japonais          | Français        | Français          |
| no | Titre        | Date de sortie  | ISBN              | Date de sortie  | ISBN              |
| -- | ------------ | --------------- | ----------------- | --------------- | ----------------- |
| 1  | MARS RED 1巻 | 29 mai 2020     | 978-4-8000-0979-1 | 13 octobre 2021 | 979-1-03-910194-3 |
| 2  | MARS RED 2巻 | 14 avril 2021   | 978-4-800-01076-6 | 8 décembre 2021 | 979-1-039-10204-9 |
| 3  | MARS RED 3巻 | 14 juillet 2021 | 978-4-800-01113-8 | 9 février 2022  | 979-1-039-10445-6 |

## Anime
En février 2020, Yomiuri TV a annoncé une coproduction avec Funimation d'une nouvelle série télévisée animée pour courant 2021.
La série est animée par le studio Signal.MD, réalisée par Kōhei Hatano, avec Jun'ichi Fujisaku en tant que scénariste. Yukari Takeuchi s'occupant du design des personnages et Toshiyuki Muranaka composant la musique de la série.
La série est diffusée du 6 avril 2021 au 29 juin 2021 sur ytv et d'autres chaines japonaises. La série est licenciée en France par Wakanim et par Crunchyroll,.
Wagakki Band interprète le générique de début intitulé Seimei no Aria, tandis que Hyde interprète le générique de fin intitulé ON MY OWN,.

### Liste des épisodes
| No | Titre français                     | Titre japonais           | Titre japonais                   | Date de 1re diffusion |
| No | Titre français                     | Kanji                    | Rōmaji                           | Date de 1re diffusion |
| -- | ---------------------------------- | ------------------------ | -------------------------------- | --------------------- |
| 1  | Là où le soleil rayonne            | 陽のあたる場所           | Hi no ataru basho                | 6 avril 2021          |
| 2  | Jusqu'à ce que la mort nous sépare | 死が二人を分かつまで     | Shi ga futari o wakatsu made     | 13 avril 2021         |
| 3  | Au chevet de ses rêves             | 夢枕                     | Yume makura                      | 20 avril 2021         |
| 4  | Un air aux paroles inconnues       | 歌知らずの歌             | Uta shirazu no uta               | 27 avril 2021         |
| 5  | Persona non grata                  | ペルソナ・ノン・グラータ | Perusona non gurāta              | 4 mai 2021            |
| 6  | Le tout dernier ciel bleu          | さいごの青空             | Saigo no aozora                  | 11 mai 2021           |
| 7  | Correspondance                     | 手紙                     | Tegami                           | 18 mai 2021           |
| 8  | Purgatoire                         | 煉獄                     | Rengoku                          | 25 mai 2021           |
| 9  | Défiance                           | 疑念                     | Ginen                            | 1er juin 2021         |
| 10 | L'éphémère songe d'une nuit d'été  | 通り過ぎし、夏の夜の夢   | Tōrisugishi, natsu no yo no yume | 8 juin 2021           |
| 11 | Ailes noires                       | 黒翼                     | Kokuyoku                         | 15 juin 2021          |
| 12 | Le roi des bouffons                | 道化の王                 | Dōke no ō                        | 22 juin 2021          |
| 13 | Fragilité, ton nom est…            | 弱きもの、汝の名は       | Yowaki mono, nanji no na wa      | 29 juin 2021          |

## Jeu mobile
Un jeu d'aventure gratuit sur smartphone intitulé MARS RED: Kawataredoki no Uta a été annoncé le 20 février 2021 et est sorti le 20 mai 2021 au Japon. Le jeu sera développé par D-techno et le scénario sera écrit par Bun-O Fujisawa.

### Annotations
1. ↑  Les titres français de l'adaptation en anime proviennent de Wakanim.
2. ↑  Le premier épisode a été pré-diffusé le 29 mars 2021[10].

### Œuvres
Édition japonaise
Mars Red Manga
1. 1 2 3  (ja) « MARS RED 3 », sur Mag Garden (consulté le 29 juin 2021)
2. 1 2  (ja) « MARS RED 1 », sur Mag Garden (consulté le 4 avril 2021)
3. 1 2  (ja) « MARS RED 2 », sur Mag Garden (consulté le 4 avril 2021)

Édition française
Mars Red
1. 1 2 3  « Mars Red Tome 1 », sur Panini Comics (consulté le 9 novembre 2021)
2. 1 2  « Mars Red Tome 2 », sur Panini Comics (consulté le 9 novembre 2021)
3. 1 2  « Mars Red Tome 3 », sur manga-news.com (consulté le 9 novembre 2021)